# Telmatobius platycephalus
Telmatobius platycephalus är en groddjursart som beskrevs av Esteban O. Lavilla och Laurent 1989. Telmatobius platycephalus ingår i släktet Telmatobius och familjen Ceratophryidae. IUCN kategoriserar arten globalt som starkt hotad. Inga underarter finns listade i Catalogue of Life.